# 1351 en santé et médecine
| Années de la santé et de la médecine : 1348 - 1349 - 1350 - 1351 - 1352 - 1353 - 1354    |
| Décennies de la santé et de la médecine : 1320 - 1330 - 1340 - 1350 - 1360 - 1370 - 1380 |

Cet article présente les faits marquants de l'année 1351 en santé et médecine.

## Événements
- 18 et 22 septembre : Jean de Mayence opère avec succès de la cataracte le poète et chroniqueur français Gilles Le Muisit[1].
- La peste noire atteint la Moscovie[2].
- Charles de Blois fait construire une maison-Dieu à Guingamp, en Bretagne[3].
- Création de la maison-Dieu d'Argenteuil[4].
- Création d'un orphelinat à Paris, « hospice destiné aux enfants procréés en légitime mariage[5] ».
- Un hôpital des pauvres, peut-être situé près de la chapelle de la Trinité, est mentionné à Callas, en Provence[6].
- Une léproserie est attestée au Bourget en Parisis[7].
- Visitant les maladreries du diocèse, Jean de Villescoublain, délégué de l'évêque de Paris, Pierre de La Forest, ne recense que  trente-cinq malades dans les cinquante-neuf établissements[8].

## Naissance
- Abraham Boneti Abigdor (mort en 1402), médecin et philosophe juif catalan ayant exercé à Arles et Montpellier, gendre de Bendich Ahin qui fut médecin de la reine de Naples, auteur d'ouvrages philosophiques et de traductions du latin en hébreu parmi lesquelles il faut compter celles d'ouvrages de médecine d'auteurs tels qu'Arnaud de Villeneuve ou Bernard Alberti[9],[10].